# Fiendskap
Fiendskap eller antagonism är en långvarig känsla av stark motvilja, antipati eller fientlighet mot en person, grupp, entitet eller idé. Termen kan även avse ett negativt laddat förhållande mellan antagonister som befinner sig i konflikt med varandra. Fiendskap kan vara rotad i historiska konflikter, djupa meningsskiljaktigheter, upplevda orättvisor, konkurrerande intressen eller fundamentala värderingsskillnader. Den kan resultera i en vilja att skada fienden, diskriminering och fientligheter. Fiendskap kan driva och förvärra konflikter och krig, förhindra dialog och försoning, och bidra till vendettor, vedergällning och våld.
Motparten i en konflikt kallas fiende eller antagonist. Inom militär utbildning omtalas fienden (fi) ofta på ett abstrakt plan. I propaganda under krig brukar fienden framställas konkret, ofta personifierad. Fi används i den klassiska frasen den lede fi, "den onda fienden"

## Inom idrott
Det finns en rivalitet inom idrottsvärlden som ibland i sportjargong kallas för "fiendskap". Det handlar ofta om så kallade derbyn, men även mellan två långvariga rivaler inom en och samma liga eller tävling.
Ett exempel på den sistnämnda sorten är Real Madrid och FC Barcelona, där motsättningarna inte endast handlar om vem som är bäst på plan (El Clásico) eller i Spanien (landets två mest framgångsrika fotbollslag). I sådana rivaliteter finns ibland politiska, religiösa (som mellan Rangers och Celtic) och sociala motsättningar inblandade. I det konkreta exemplet ovan är skiljelinjen mellan Spaniens två största städer, liksom mellan Spaniens huvudstad och den ofta separatistiskt präglade regionen vid Medelhavet med ett eget regionspråk.

## Ärkefiende
En ärkefiende är en fiktiv karaktär, som ofta förekommer som motståndare till superhjältar i olika filmer, TV-serier och serietidningar. Denne beskrivs ofta som hjältens värsta fiende. Anledningen till det kan vara att denne är den starkaste fienden, att denne har starka förbindelser till hjältens förflutna, att denne orsakar hjälten mycket personlig smärta och lidande eller helt enkelt att denne utgör det största hotet.
Exempel på kända ärkefiender inom populärkultur:
- Batman och Jokern
- Peter Pan och Kapten Krok
- Maria Stuart och Elisabet I
- Sherlock Holmes och Professor Moriarty
- Stålmannen och Lex Luthor